# Sylvicola notatus
Sylvicola notatus är en tvåvingeart som först beskrevs av Frederick Wollaston Hutton 1902.  Sylvicola notatus ingår i släktet Sylvicola och familjen fönstermyggor. Inga underarter finns listade i Catalogue of Life.